# Lago Paranoá
Il lago Paranoá è un lago artificiale che si trova a Brasilia, creato nel 1959 fermando il fiume Paranoá con una diga. La sua profondità massima è di 38 metri e ha un perimetro di circa 80 chilometri, lungo il quale si trovano spiagge artificiali come la "Prainha" o la "Piscinão do Lago Norte". Fu creato con l'obiettivo di aumentare l'umidità nelle sue vicinanze.
Lago Sul e Lago Norte, due delle regioni amministrative del Distrito Federal, derivano il loro nome dal lago. Ognuna occupa una delle due penisole.
Il lago è attraversato dal ponte Juscelino Kubitschek, inaugurato nel 2002, che collega il Plano Piloto (area centrale di Brasilia) con il settore residenziale lago Sul.